# Arquidiócesis de Honiara
La arquidiócesis de Honiara (en latín: Archidioecesis Honiarana y en inglés: Roman Catholic Archdiocese of Honiara) es una circunscripción eclesiástica de la Iglesia católica en las Islas Salomón. Se trata de una arquidiócesis latina, sede metropolitana de la provincia eclesiástica de Honiara. Desde el 22 de junio de 2016 su arzobispo es Christopher Cardone, de la Orden de Predicadores.

## Territorio y organización
La arquidiócesis tiene 10 918 km² y extiende su jurisdicción sobre los fieles católicos de rito latino residentes en el Territorio de la Capital y las provincias: Central, Makira-Ulawa, Guadalcanal, Temotu y Rennell y Bellona.
La sede de la arquidiócesis se encuentra en la ciudad de Honiara, en la isla de Guadalcanal, en donde se halla la Catedral de la Santa Cruz, inaugurada el 17 de septiembre de 1978.
La arquidiócesis tiene como sufragáneas a las diócesis de Auki y de Gizo.
En 2023 en la arquidiócesis existían 14 parroquias.

## Historia
Los primeros cristianos en llegar a las islas Salomón fueron españoles. El explorador Álvaro de Mendaña llegó a la isla de Santa Isabel el 9 de febrero de 1568 y reclamó el territorio para España. La primera misa en el Pacífico sur fue celebrada por un misionero franciscano que había viajado con Mendaña. El explorador regresó a las islas en 1595, pero no logró establecer una colonia exitosa y los españoles partieron definitivamente hacia el Virreinato del Perú.
Los maristas franceses fueron enviados en 1837 al Pacífico sur por su fundador, Jean-Claude Colin, ante la insistencia del papa Gregorio XVI. 
La prefectura apostólica de las Islas Salomón Británicas fue erigida el 27 de julio de 1897 separando territorio del vicariato apostólico de Nueva Pomerania (hoy arquidiócesis de Rabaul).
El 21 de julio de 1904 tomó el nombre de prefectura apostólica de las Islas Salomón Meridionales.
El 1 de junio de 1912 la prefectura apostólica fue elevada a vicariato apostólico mediante la carta apostólica Maxima semper del papa Pío X.
El 11 de junio de 1959 cedió una parte de su territorio para la erección del vicariato apostólico de las Islas Salomón Occidentales (hoy diócesis de Gizo) mediante la bula Christi regnum del papa Juan XXIII.
El 15 de noviembre de 1966 el vicariato apostólico fue elevado a diócesis con el nombre de diócesis de Honiara, mediante la bula Laeta incrementa del papa Pablo VI, sufragánea de la arquidiócesis de Rabaul.
El 15 de noviembre de 1978 la diócesis fue elevada al rango de arquidiócesis metropolitana mediante la bula Laetentur insulae multae del papa Juan Pablo II.
El 17 de diciembre de 1982 cedió otra porción de su territorio (la provincia de Malaita) para la erección de la diócesis de Auki mediante la bula Qui quattuor del papa Juan Pablo II.
El 9 de mayo de 1984 la arquidiócesis fue visitada por el papa Juan Pablo II.

## Estadísticas
Según el Anuario Pontificio 2024 la arquidiócesis tenía a fines de 2023 un total de 73 283 fieles bautizados.
| Año                                                                             | Población            | Población | Población      | Sacerdotes | Sacerdotes    | Sacerdotes    | Bautizados por sacerdote | Diáconos permanentes | Religiosos | Religiosos | Parroquias |
| Año                                                                             | Bautizados católicos | Total     | % de católicos | Total      | Clero secular | Clero regular | Bautizados por sacerdote | Diáconos permanentes | Varones    | Mujeres    | Parroquias |
| ------------------------------------------------------------------------------- | -------------------- | --------- | -------------- | ---------- | ------------- | ------------- | ------------------------ | -------------------- | ---------- | ---------- | ---------- |
| 1950                                                                            | 15 234               | 88 000    | 17.3           | 22         |               | 22            | 692                      |                      | 31         | 44         | 13         |
| 1970                                                                            | 28 075               | 128 439   | 21.9           | 45         | 5             | 40            | 623                      |                      | 62         | 123        | 7          |
| 1980                                                                            | 41 900               | 214 000   | 19.6           | 29         | 5             | 24            | 1444                     |                      | 44         | 100        | 18         |
| 1990                                                                            | 33 345               | 156 359   | 21.3           | 22         | 5             | 17            | 1515                     |                      | 36         | 77         | 13         |
| 1999                                                                            | 38 936               | 214 139   | 18.2           | 28         | 9             | 19            | 1390                     |                      | 36         | 69         | 13         |
| 2000                                                                            | 32 083               | 190 563   | 16.8           | 31         | 10            | 21            | 1034                     |                      | 43         | 64         | 13         |
| 2001                                                                            | 40 434               | 183 254   | 22.1           | 23         | 8             | 15            | 1758                     |                      | 30         | 56         | 13         |
| 2002                                                                            | 42 633               | 196 639   | 21.7           | 32         | 13            | 19            | 1332                     |                      | 26         | 58         | 11         |
| 2003                                                                            | 43 826               | 199 060   | 22.0           | 30         | 11            | 19            | 1460                     |                      | 27         | 63         | 13         |
| 2004                                                                            | 45 053               | 204 633   | 22.0           | 38         | 15            | 23            | 1185                     |                      | 31         | 69         | 13         |
| 2006                                                                            | 47 762               | 210 514   | 22.7           | 40         | 19            | 21            | 1194                     |                      | 36         | 75         | 13         |
| 2013                                                                            | 57 312               | 260 902   | 22.0           | 40         | 19            | 21            | 1432                     |                      | 35         | 76         | 13         |
| 2016                                                                            | 61 400               | 276 000   | 22.2           | 48         | 22            | 26            | 1279                     |                      | 44         | 56         | 13         |
| 2019                                                                            | 68 500               | 280 000   | 24.5           | 49         | 19            | 30            | 1397                     |                      | 70         | 75         | 14         |
| 2021                                                                            | 65 783               | 292 000   | 22.5           | 35         | 15            | 20            | 1879                     |                      | 53         | 70         | 14         |
| 2023                                                                            | 73 283               | 303 000   | 24.2           | 39         | 20            | 19            | 1879                     |                      | 50         | 76         | 14         |
| Fuente: Catholic-Hierarchy, que a su vez toma los datos del Anuario Pontificio. |                      |           |                |            |               |               |                          |                      |            |            |            |

## Episcopologio

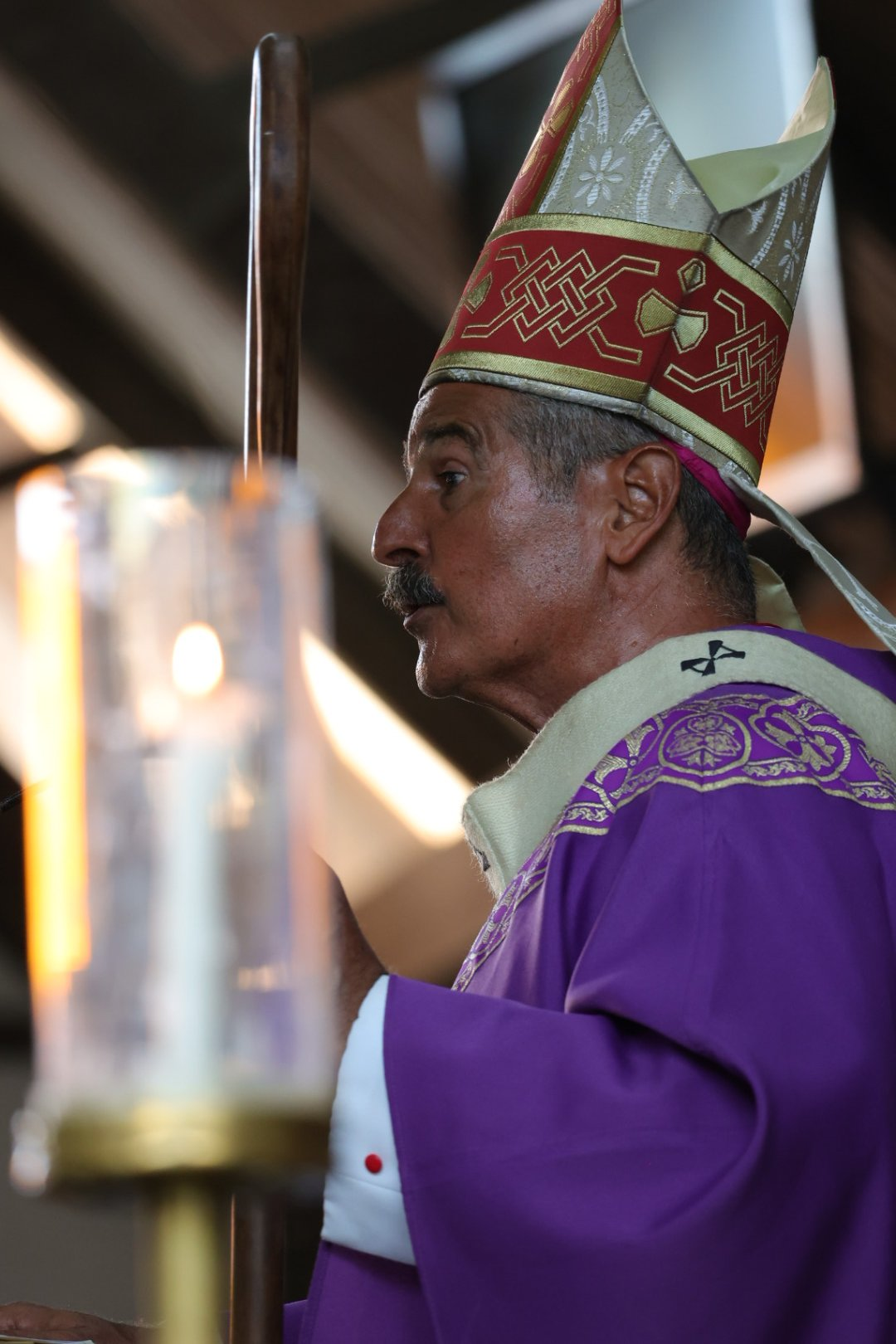
Christopher Cardone, arzobispo de Honiara desde 2016

- Julien Vidal, S.M. † (julio de 1897-1903 renunció)
- Jean-Ephrem Bertreux, S.M. † (28 de agosto de 1903-4 de enero de 1919 falleció)
- Louis-Marie Raucaz, S.M. † (13 de julio de 1920-22 de julio de 1934 falleció)
- Jean-Marie Aubin, S.M. † (8 de abril de 1935-1958 renunció)
- Daniel Willem Stuyvenberg, S.M. † (27 de noviembre de 1958-3 de diciembre de 1984 retirado)
- Adrian Thomas Smith, S.M. (3 de diciembre de 1984-22 de junio de 2016 retirado)
- Christopher Cardone, O.P., desde el 22 de junio de 2016